# Sułtanat Rumu
Sułtanat Rumu (tur. Rüm) – państwo Seldżukidów istniejące w Anatolii w latach ok. 1081–1308
Historia Sułtanatu Rumu rozpoczyna się wraz z klęską Bizancjum w bitwie pod Manzikertem w 1071. W jej rezultacie luźno zorganizowani Turkmeni zajęli niemal całą Azję Mniejszą i jeden z Seldżukidów, Sulajman (1081–1086), syn Kutulmisza, wykorzystał sytuację i przejął nad nimi władzę, tworząc tym samym nowe państwo. Późniejsi Seldżukidzi musieli stawić czoło zarówno odrodzonemu Bizancjum, jak i rywalizującemu z sułtanatem państwem Daniszmendydów, z których to zmagań wyszli zwycięsko, czego ostatecznym potwierdzeniem była klęska zadana cesarzowi Manuelowi I (1143–1180) w bitwie pod Myriokefalon w 1176. Lata 1176–1243 to czas największego rozkwitu Sułtanatu Rumu, który poszerzył swoje terytorium i dzięki zdobyciu ważnych portów włączył się w przynoszący bogactwo nurt międzynarodowego handlu. Ten okres pomyślności został jednak brutalnie zakończony przez Mongołów, którzy w 1243 zadali armii sułtanatu druzgocącą klęskę pod Köse Dağ i zamienili go w swój protektorat. Dalsze dzieje Rumu to historia powolnej utraty kolejnych atrybutów niezależności na rzecz mongolskich Ilchanidów, którzy ostatecznie stracili zainteresowanie utrzymywaniem marionetkowych sułtanów.

## Nazwa
Wprawdzie greccy autorzy z XI wieku przypisują założycielowi państwa anatolijskich Seldzuków tytuł sułtana, ale musiało to odzwierciedlać jedynie nieformalne używanie tego tytułu przez jego turkmeńskich zwolenników. XII-wieczni autorzy nazywają władców Konyi częściej malikami niż sułtanami, trudno jednak stwierdzić jaka była relacja pomiędzy tymi dwoma tytułami. Z monet, inskrypcji oraz niektórych półoficjalnych dokumentów wiemy, że Kilidż Arslan II (1156 – 1192) nazywał siebie „Sułtanem Arabów i Adżam”, przy czym ten ostatni termin oznaczał w tym przypadku raczej Turków, niż Persów (jak to było w tradycyjnym, wcześniejszym użyciu) oraz „Sułtanem kraju Rum oraz Ormian, Franków i Syrii”. Bilad ar-Rum – „kraj Rzymian” (czyli Bizantyńczyków) to tradycyjna arabska nazwa Anatolii i wiemy, że także Seldżucy, przynajmniej w nieformalnym użyciu, nazywali swój kraj „Rum”, a samych siebie „Seldżukami Rumu” (pers. Saldżughijan-e Rum) „w ten sposób w pewnym stopniu uważając się za dziedziców Bizantyńczyków w południowo-środkowej Anatolii”. Na niemal wszystkich posiadanych przez nas monetach władców Rumu używają oni tytułu sułtana, a zaledwie w kilku przypadkach tytułu malika.

## Historia

### Narodziny i walka o przetrwanie

Cesarstwo Bizantyńskie w roku 1025, w przeddzień najazdu normańskiego i seldżuckiego

Od lat czterdziestych XI wieku Turkmeni wyprawiali się w głąb bizantyńskiej Anatolii w poszukiwaniu łupów, czemu nie była w stanie przeciwdziałać nieruchliwa armia cesarstwa. Te grabieżcze rajdy doprowadziły do otwartej wojny, kiedy w roku 1071 cesarz Roman Diogenes (1066 – 1071) w celu zabezpieczenia granicy zdecydował się zająć fortece wokół jeziora Wan, a na swej drodze spotkał zdecydowaną mu w tym przeszkodziċ armię samego sułtana Wielkich Seldżuków, Alp Arslana (1063 – 1072). W ten sposób doszło do bitwy pod Manzikertem, w której armia Bizancjum poniosła druzgocącą klęskę, a jego cesarz dostał się do niewoli. Bezpośrednie skutki klęski nie były zbyt znaczące – Alp Arslan, dla którego głównym wrogiem byli Fatymidzi, wypuścił cesarza z niewoli po zagwarantowaniu sobie niewielkich cesji terytorium i odszedł na południe. Trzy czynniki zdecydowały o tym, że po bitwie pod Manzikertem Bizantyńczycy w przeciągu 10 lat utracili kontrolę nad niemal całą Anatolią. Pierwszym był charakter tureckich najeźdźców, którym w przeciwieństwie do tradycyjnych przeciwników cesarstwa, Arabów, bardzo odpowiadały surowe, zimowe warunki anatolijskiego płaskowyżu, przypominające ich rodzimą Azję Centralną. O ile zatem Arabowie najeżdżali Anatolię, a potem się z niej wycofywali, o tyle Turcy starali się uczynić z niej stały teren swojego koczowniczego życia. Zapewne jednak by się to im nie udało, gdyby nie drugi czynnik, którym były wojny domowe trapiące cesarstwo w latach 1071–1081, w wyniku których zamiast walczyć z Turkami kolejni pretendenci do tronu oddawali im kolejne terytoria w zamian za ich wojskowe usługi, a rząd centralny wycofywał kolejne oddziały do Konstantynopola w celu jego obrony. Po trzecie, kiedy Bizancjum skonsolidowało się wreszcie wokół Aleksego I Komnena (1081 – 1118) w roku 1081, to aż do roku 1094 musiało prowadzić ciężkie walki na zachodzie przeciwko kolejno Normanom, Pieczyngom i Kumanom, tak że do roku 1097 nie podjęło żadnej inicjatywy w celu odzyskania Azji Mniejszej. Na skutek tego w jej wnętrzu wyrosło całe pokolenie, które w swoim życiu nigdy nie zaznało władzy bizantyńskiego cesarza i w znacznej mierze było już sturkizowane.

Anatolia w roku 1097, w przeddzień I wyprawy krzyżowej. Sułtanat Rumu w części centralnej i zachodniej, Daniszmendydzi na północnym wschodzie i Armenia Mała na południowym zachodzie

Osiedlający się w Anatolii po bitwie pod Manzikertem Turkmeni byli prowadzeni przez cały szereg różnych wodzów plemiennych, z których część założyła eponimiczne dynastie, tak jak w przypadku najsłynniejszego z nich, Daniszmenda (zm. 1104), protoplasty Daniszmendydów. Rola Seldżukidów w tym okresie jest niejasna. Pierwsze wiarygodne źródło, które przekazuje nam jakieś informacje na temat aktywności Sulajmana (1081 – 1086), osoby tradycyjnie uważanej za założyciela Sułtanatu Rumu, pochodzi z roku 1074, kiedy to grupa syryjskich Turkmenów miała go wezwać do objęcia nad nimi przywództwa. Sulajman był synem Kutulmisza (zm. 1064), który niegdyś rzucił wyzwanie samemu Alp Arslanowi, co ostatecznie przypłacił życiem. Turkmeni widzieli w Sulajmanie swojego potencjalnego przywódcę bez wątpienia ze względu na prestiż jego rodu. W Syrii czterej synowie Kutulmisza w 1075 zostali pokonani przez miejscowego przywódcę Turkmenów Atsyza, jednak Sulajmanowi udało się uciec do Anatolii wraz ze swoim bratem Mansurem. W 1078 znajdujemy go w Nicei (tur. İznik), chociaż tradycyjnie przyjmuje się, że to miasto stało się stolicą państwa Sulajmana dopiero w roku 1081. Sulajman wspierał Nicefora Botaniatesa (1078 – 1081) w walce o bizantyński tron, później zaś miał zawrzeć układ z Aleksym Komnenem ustalający granicę pomiędzy cesarstwem a jego dominium na rzece Drakon (dzis. Kırkgeçit). Sułtan Malikszah (1072 – 1092) nie zamierzał bezczynnie przyglądać się jak jego niebezpieczni kuzyni tworzą niezależne państwo w Anatolii i wysłał przeciwko nim ekspedycję pod wodzą Bursuka, który zabił Mansura. Sulajman jednak przeżył i to w tym okresie niektóre źródła zaczynają używać w stosunku do niego tytułu „sułtan”. W grudniu 1084 udało mu się zdobyć Antiochię, jednak próby dalszej ekspansji na wschód doprowadziły do konfrontacji z rządzącym w Syrii bratem Malikszaha Tutuszem i starcie z jego armią w 1086 Sulajman przypłacił życiem.

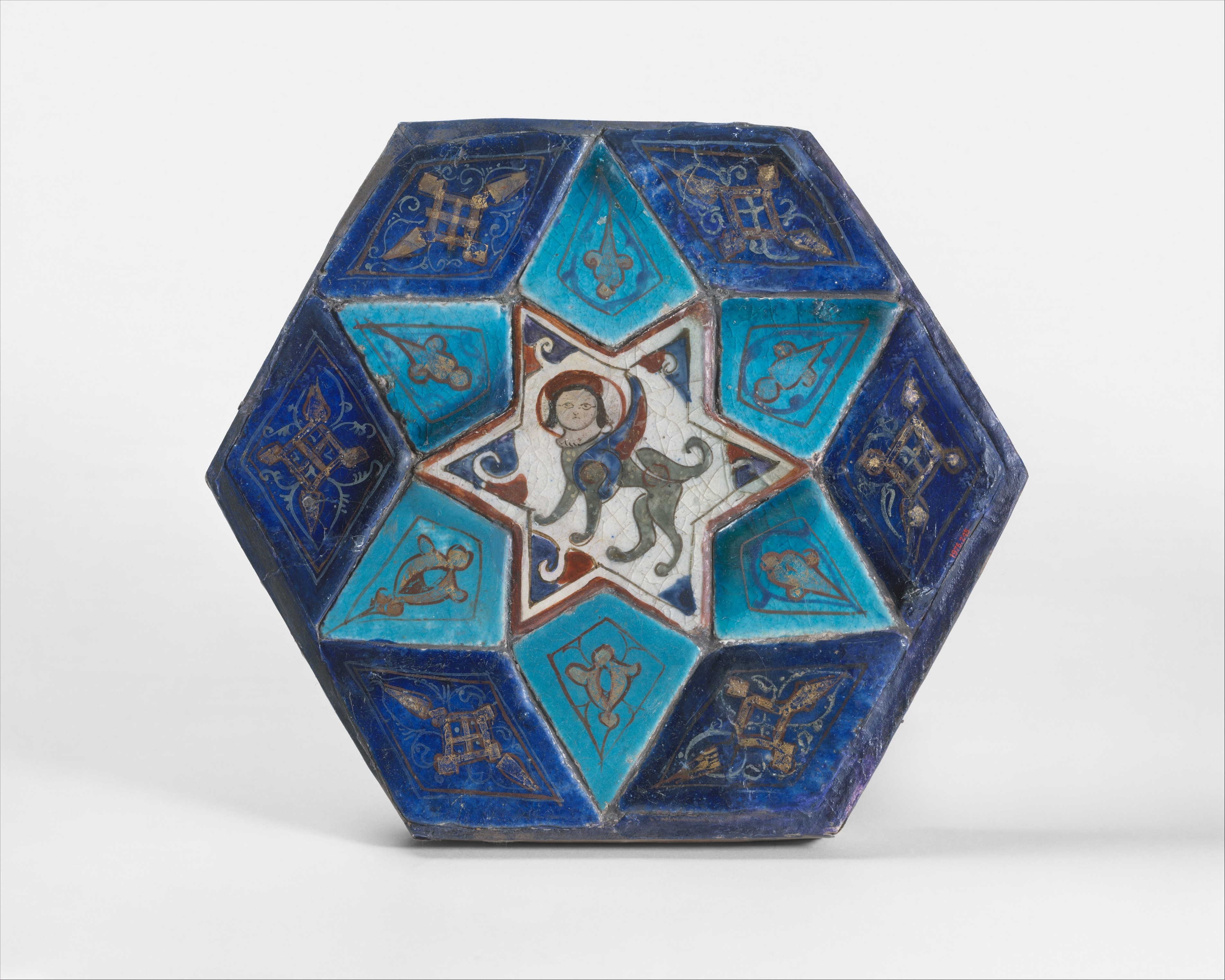
Asamblaż płytek ceramicznych, malowanych naszkliwnie i podszkliwnie oraz zdobionych złotem płatkowym, najprawdopodobniej z pałacu Kilidż Arslana II. Metropolitan Museum of Art

Syn Sulajmana, Kilidż Arslan, stał się zakładnikiem na dworze Wielkich Seldżuków, i powrócił do Anatolii by dokonać restauracji sułtanatu dopiero po śmierci Malikszaha w 1092. Tymczasem w trakcie sześcioletniego bezkrólewia dominującą siłą w Anatolii stało się inne tureckie państwo, Daniszmendydzi, które zajmowało jej północną i wschodnią część, podczas gdy Seldżukidzi zajmowali część południową i zachodnią. Ci naturalni rywale sprzymierzyli się przeciwko I wyprawie krzyżowej, co nie zapobiegło ich klęsce w bitwie pod Doryleum w 1097, i utracie przez sułtanat stolicy oraz szeregu terytoriów wzdłuż wybrzeży Morza Egejskiego i Czarnego na rzecz Bizancjum. Wtedy to z konieczności Kilidż Arslan przeniósł stolicę sułtanatu do Konyi (greckie Ikonion), gdzie miała pozostać już do końca jego dziejów. Późniejsza ekspansja Kilidż Arslana na wschód, kosztem Daniszmendydów, doprowadziła go ostatecznie tak samo jak dziada i ojca do konfliktu z Wielkimi Seldżukami. W 1107 Kilidż Arslan zajął Mosul, rzucając tym samym wyzwanie Mohammadowi Taparowi (1105 – 1118), jednak jeszcze w tym samym roku zginął w bitwie nad rzeką Chabur.

Bizancjum (fiolet) i Sułtanat Rumu (zieleń) około roku 1170

Daniszmendydzi stali się teraz największą potęgą w Anatolii, a sułtanat został zredukowany do niewielkiego okręgu wokół Konyi, znajdującego się pod ich protektoratem. Na szczęście dla Rumu musieli oni także walczyċ z Bizancjum, które w latach 30. XII wieku przeszło do ofensywy. Ponadto po śmierci właściwego założyciela ich państwa, Kumusztakina (1104 – 1134), Daniszmendydzi stopniowo zaczęli pogrążaċ się w coraz głębszej anarchii. Ostatnie kilkanaście lat panowania Masuda (1116 – 1156), który doszedł do władzy dzięki pomocy Daniszmendydów, to ciągła ekspansja ich kosztem. O rosnącej sile anatolijskich Seldżuków świadczy nieudana próba zdobycia Konyi przez Manuela Komnena (1143 – 1180) w 1146 i pokonanie wojsk II krucjaty w drugiej bitwie pod Doryleum w 1147. Politykę ekspansji kosztem Daniszmendydów kontynuował syn Masuda, Kilidż Arslan II (1156 – 1192), który by zapewnić sobie spokój ze strony Bizancjum w 1161 formalnie uznał zwierzchność Manuela. W praktyce sułtan jednak nadal działał całkowicie niezależnie i jego zabór części północnej Anatolii sprowokował interwencję na korzyść Daniszmendydów władcy Syrii Nur ad-Dina (1146 – 1174). W 1173 Nur ad-Din zajął dawną stolicę Daniszmendydów, Sivas, jednak rok później zmarł, co pozwoliło Kilidż Arslanowi na odzyskanie utraconych posiadłości.
Wygnani ze swoich posiadłości Daniszmendydzi szukali pomocy w Konstantynopolu i w 1176 Manuel zorganizował wielką wyprawę skierowaną przeciwko stolicy Seldżuków. Na przełęczy w pobliżu Myriokefalon wpadł jednak w zasadzkę i poniósł ciężkie straty, tak że musiał zawrzeć pokój. Współcześni porównywali znaczenie tej bitwy do Manzikertu, nawet jeśli było w tym nieco przesady. W każdym razie „chociaż warunki Kilidż Arslana nie były zbyt twarde dla Manuela, klęska ta stanowiła punkt zwrotny w dziejach tego regionu, gdyż Cesarstwo utraciło wszelkie szanse odzyskania Anatolii”.

### Rozkwit

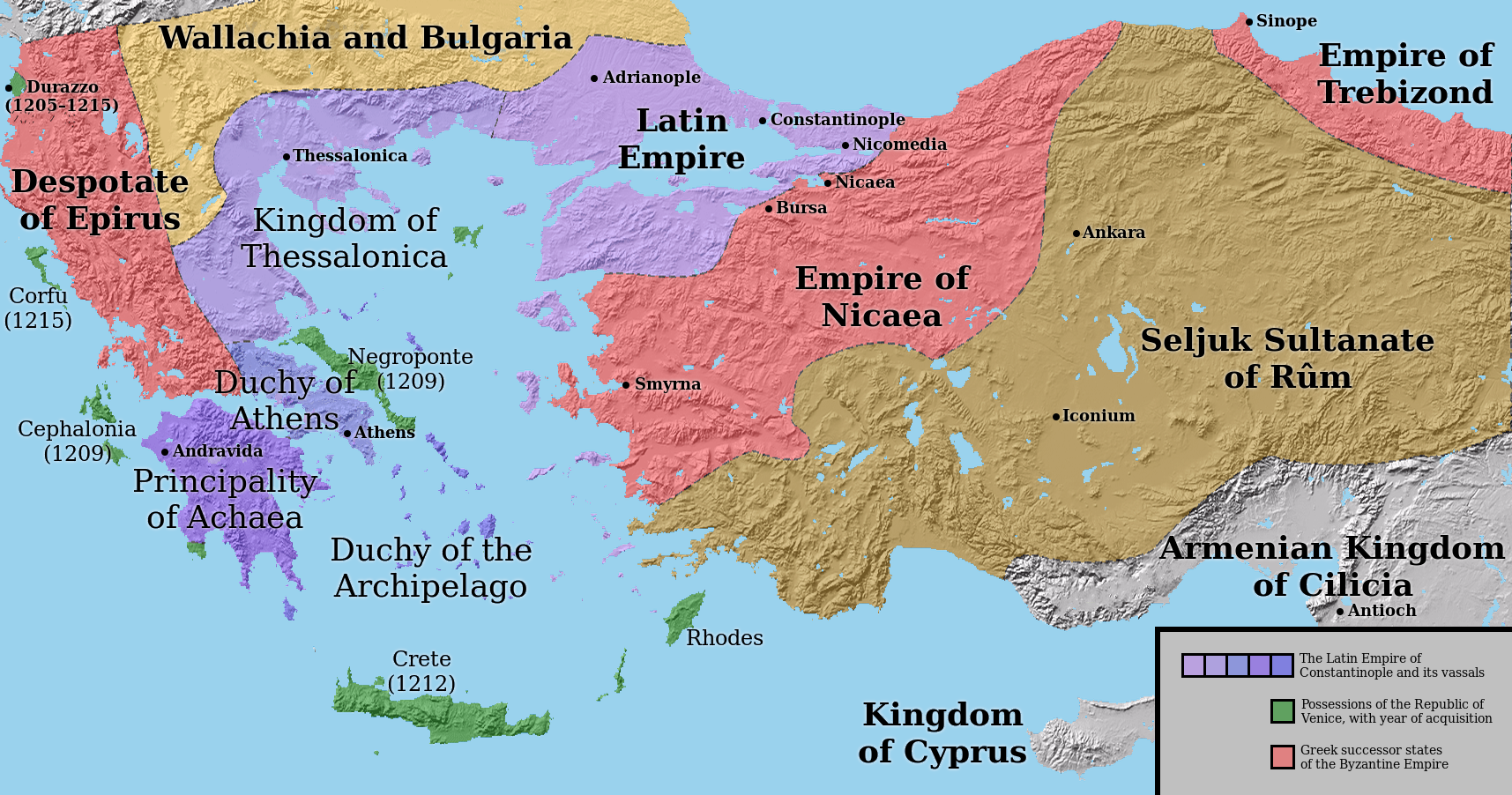
Sułtanat Rumu i państwa sąsiednie około roku 1210

Kilidż Arslan II w roku 1178 zaanektował resztki państwa Daniszmendydów i swoim testamentem podzielił państwo pomiędzy dziewięciu synów, co doprowadziło do wojny domowej po jego śmierci w roku 1192. Trwała ona cztery lata, po niej zaś nastąpił około czterdziestoletni okres szczytowej pomyślności państwa. W 1207 sułtan Kaj Chusrau I (1204 – 1211) zdobył port Antalya na południowym wybrzeżu Anatolii, zaś jego syn Kajkawus (1211 – 1220) w 1214 port Synopa nad Morzem Czarnym. Dodatkowo kolejny sułtan, Kajkubad (1220 – 1237), założył Alanję nad Morzem Śródziemnym (na miejscu zdobytego przez siebie bizantyńskiego miasta Kalonoros). Porty te pozwoliły sułtanatowi włączyċ się w główny nurt rozwijającego się ówcześnie międzynarodowego handlu, co przyniosło mu ekonomiczny rozkwit. Budowa Alanyi przez Kajkubada była tylko częścią jego rozległego programu budownictwa – poza tym m.in. otoczył on nowymi murami Konyę i Sivas, w stolicy zbudował nowy meczet i sułtańską rezydencję, oraz wybudował swoje słynne pałace Kobadabad nad jeziorem Beyşehir i Kejkobadija w pobliżu Kayseri. Śmierć Kaj Chusrau I w walce z pierwszym cesarzem Nicei Teodorem Laskarysem (1204 – 1222) w roku 1211 była jedynym tragicznym wydarzeniem, które zakłócało ten sielankowy obraz. Nie miała ona jednak żadnych poważniejszych konsekwencji, a w następnych latach stosunki pomiędzy obu państwami układały się na ogół przyjaźnie.

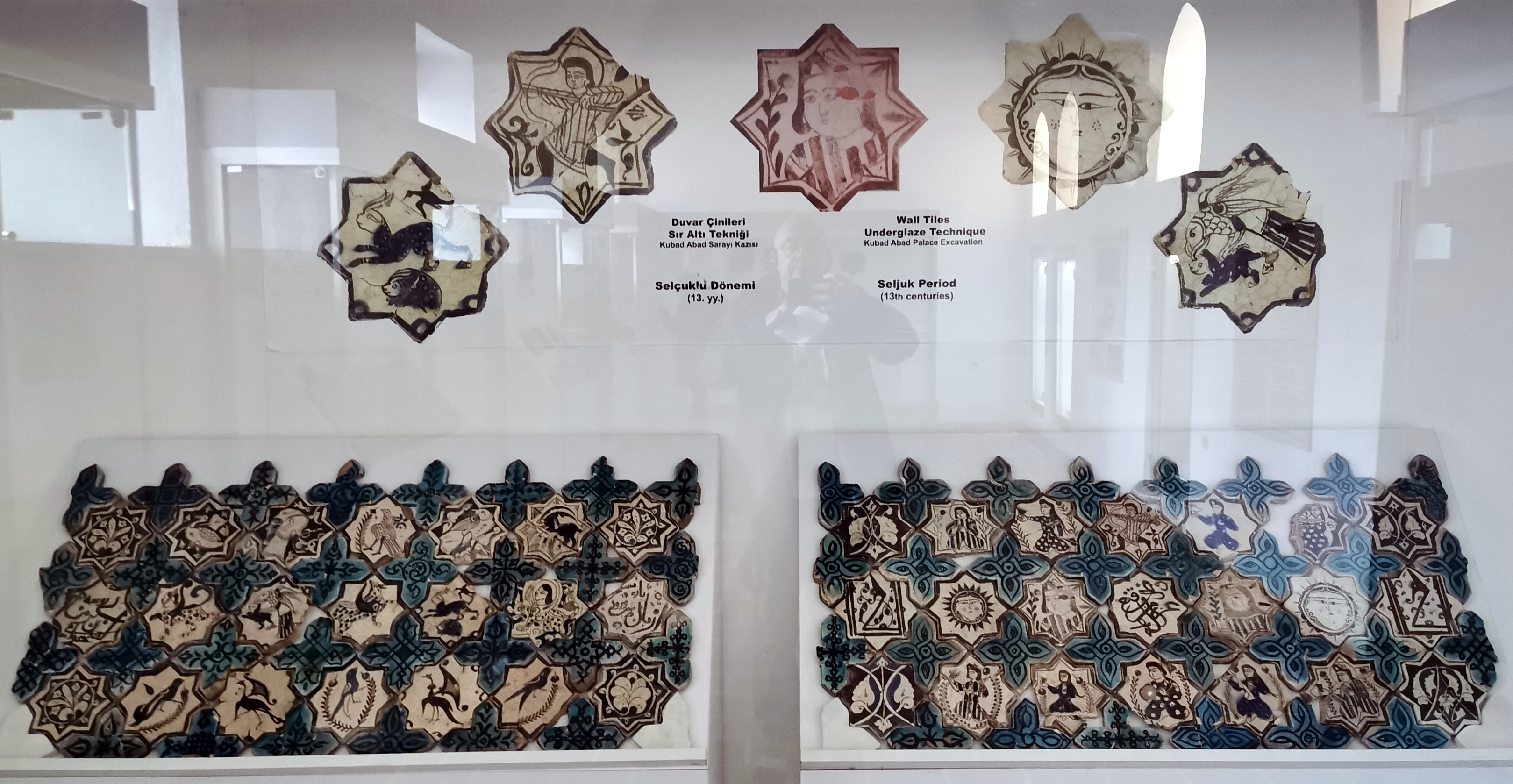
Kolekcja malowanych podszkliwnie kafli z pałacu Kobadabad w Muzeum medresy Karatay w Konyi

Spokój sułtanatu zakłóciła inwazja Mongołów. Jej odpryski dotarły do niego już w 1230, kiedy jego wschodnie rubieże zaatakował chorezmszach Dżalal ad-Din (1220 – 1231), zmuszony do porzucenia swojego państwa przez Czyngis-chana (1206 – 1227). Sułtan zawarł wówczas przymierze z Ajjubidami i z ich pomocą pokonał armię Dżalal ad-Dina pod miejscowością Jasiczemen w pobliżu Erzincanu. Dżalal ad-Din zginął w następnym roku. W 1232 Mongołowie dokonali pierwszego rajdu na Anatolię pod dowództwem Bajdżu i by chronić swoich poddanych przed przyszłymi najazdami Kajkubad zgodził się płacić im trybut. Tymczasem do Anatolii zaczęła przybywaċ nowa fala tureckich imigrantów, uchodzących przed Mongołami. Niełatwo przystosowywali się oni do miejscowych warunków i w 1240 Kaj Chusrau II (1237 – 1246) musiał krwawo stłumiċ rewoltę ich mesjanistycznego przywódcy Baby Ishaka. To było jednak zaledwie preludium do mongolskiego najazdu, który nastąpił w 1243, kiedy to pod Köse Dağ Kaj Chusrau poniósł upokarzającą klęskę z ręki dowodzonych przez Bajdżu Mongołów.

### Upadek

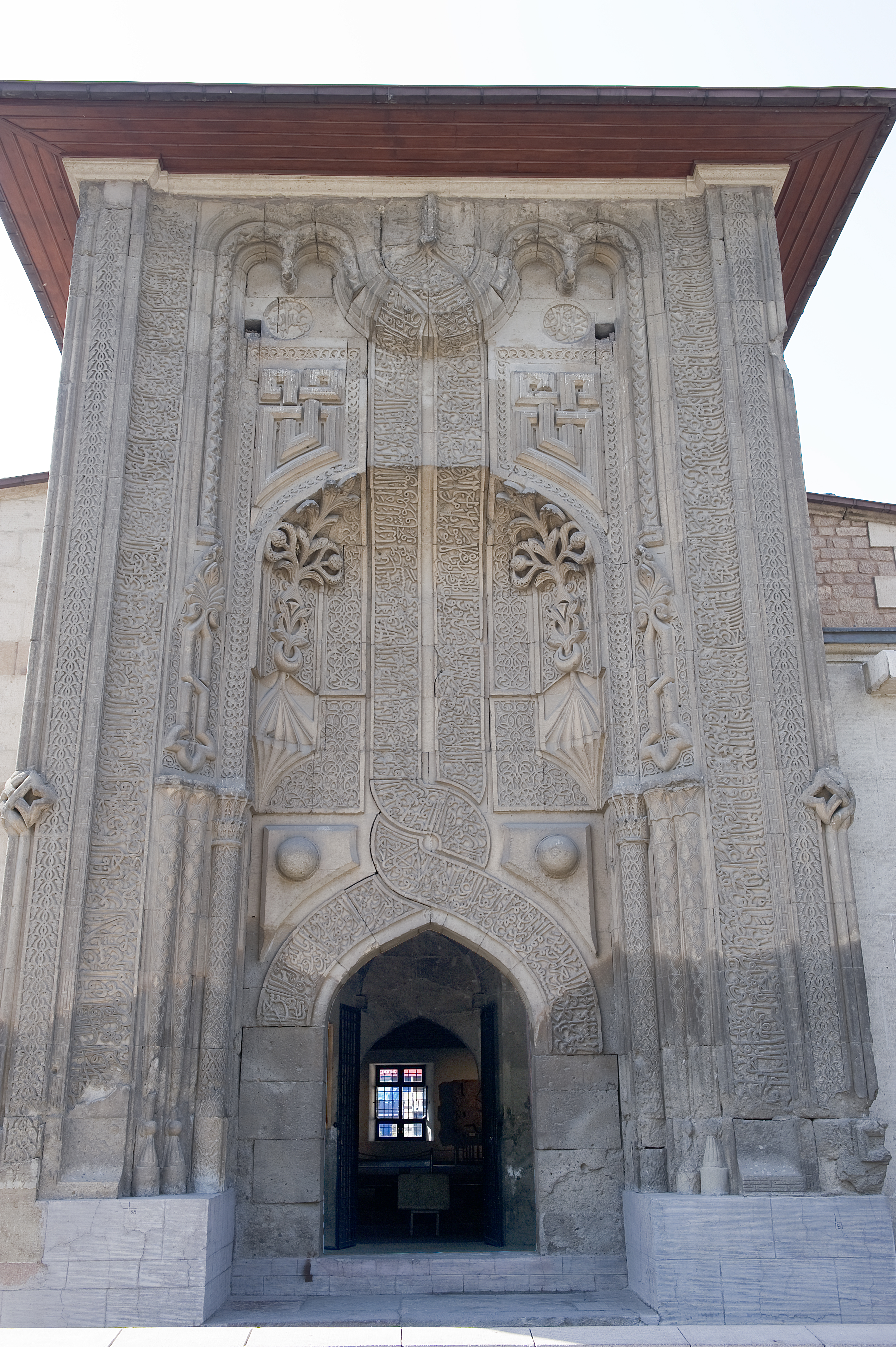
Fasada medresy minaretu Ince z 1258, uznawana za najbogatszy przykład seldżuckiego zamiłowania do ornamentyki ze swoimi wzorami przypominającymi motywy znane z tureckich dywanów

Po bitwie pod Köse Dağ sułtanat stał się mongolskim protektoratem. Kiedy Kaj Chusrau II zmarł w roku 1246, pozostawiając po sobie trzech małoletnich synów, pomiędzy tureckim wielmożami popierającymi swych książęcych kandydatów wybuchły walki. Nie chodziło przy tym jedynie o władzę, ale także o wybór właściwej opcji w polityce międzynarodowej. Jedni uważali, że należy podporządkować się Mongołom, drudzy, że należy walczyċ o niezależność. Początkowo zwyciężyła ta druga partia, której nominalnym przywódcą był książę Izz ad-Din Kajkawus (1246 – 1261), syn Greczynki i wychowanek greckiego wyzwoleńca, który w celu przeciwstawienia się Mongołom zawarł sojusz z Cesarstwem Nicei. Tymczasem w 1256 na Bliski Wschód przybył Hulagu (1256 – 1265), brat Wielkiego Chana Mongke (1251 – 1259), który nakazał Bajdżu udanie się do Anatolii w celu znalezienia pastwisk dla żołnierzy swojej ogromnej armii, tym samym ignorując gwarancje udzielone sułtanom Rumu przez wcześniejszych mongolskich władców. Bajdżu nie chciał wojny, jednak Kajkawus zdecydował się dać odpór żądaniom Mongołów. Jego turecko-grecka armia została jednak bez trudu pokonana przez Mongołów w bitwie pod Akseraj w środkowej Anatolii.
Na czoło państwa wysunął się teraz Mu’in ad-Din Sulajman, zręczny polityk, który zdobył przychylność Bajdżu i został obdarzony wysokim tytułem szambelana (hadżib) i strażnika pieczęci (parwana). Zwano go odtąd często Sulajmanem Parwaną. Na mocy układu z 1257 roku sułtanat uległ podziałowi pomiędzy Kajkawusa i jego brata Kilidż Arslana (1248 – 1265), co jednak okazało się rozwiązaniem tymczasowym, ponieważ po klęsce Mongołów pod Ajn Dżalut zmusili oni nielojalnego wobec nich Kajkawusa do ucieczki do Konstantynopola. Stamtąd intrygował on przeciwko nim, próbując zachęcić potężnego zwycięzcę spod Ajn Dżalut Bajbarsa (1260 – 1277) do inwazji na Anatolię i przywrócenia mu tronu. Tymczasem sułtanatem rządził Parwana, który w 1265 złożył nawet z tronu swojego nominalnego suzerena, wprowadzając na to miejsce jego nieletniego syna, bezwolną marionetkę w jego ręku. Niedługo potem Parawana popadł w konflikt z miejscowymi Mongołami i nawiązał kontakt z Bajbarsem, co doprowadziło do tego, że w 1277 sułtan Mameluków po pokonaniu Mongołów pod Elbistanem pojawił się w Anatolii. Miejscowi Turcy nie poparli go jednak – Parwana ostatecznie wysłał tylko list. Bajbars wycofał się, a Mongołowie skazali Parwanę na śmierć.
W ostatnim okresie swojego panowania seldżuccy sułtani odgrywali coraz mniejszą rolę w porównaniu do Ilchanidów, którzy często przybywali do Anatolii osobiście, gdyż ich ulubionym miejscem obozowania było Ala-Tagh na wschód od jeziora Wan, gdzie zostało koronowanych kilku ilchanów. Sułtani znajdowali się także w coraz większym cieniu mongolskich namiestników, wśród których znajdował się przyszły ilchan Gajchatu (1291 – 1295). Przy tym by jeszcze bardziej osłabić władzę Seldżuków Mongołowie często dzielili Rum pomiędzy kilku sułtanów. Do decydującej zmiany doszło gdy w 1299 ilchan Ghazan (1295 – 1304) stłumił rewoltę wywołaną w Anatolii przez generała Sulemisza i ożenił Kajkubada III (1284, 1293 – 1294, 1301 – 1303) z mongolską księżniczką, tylko po to by niedługo potem z powodu jego niesubordynacji uwięzić go w Isfahanie. „Drugie panowanie Masuda II (1302 – 1308) jest dla nas niemal całkowicie zakryte; ostatnia moneta wybita w imieniu seldżuckiego sułtana została wyemitowana w roku jego akcesji. Później, tak samo jak w innych regionach ilchanatu, Mongołowie zdecydowali że nie potrzebują już utrzymywać lokalnych dynastii jako źródła legitymizacji. Seldżukidzi Rumu znikają z kart historii w niemal całkowitym milczeniu”.